# Club Villa Dálmine
Club Villa Dálmine de Campana jest argentyńskim klubem piłkarskim z siedzibą w mieście Buenos Aires w dzielnicy Campana.

## Osiągnięcia
- Mistrz trzeciej ligi argentyńskiej (5):
  - Tercera de Ascenso  1961
  - Primera División C  1963
  - Primera División C  1975
  - Primera División C  1982
  - Primera B Metropolitana  1988/89
- Mistrz czwartej ligi argentyńskiej (2):
  - Primera C Metropolitana Apertura  1995
  - Primera C Metropolitana Apertura  2002

## Historia
Klub założony został 20 listopada 1957 roku i gra obecnie w drugiej lidze argentyńskiej Primera B Nacional.